# 오카베촌
오카베촌(岡部村)은 야마나시현 히가시야마나시군에 있던 촌이다. 현재의 후에후키시에 해당한다.

## 역사
- 1875년 1월 - 야마나시군 5개 촌이 합병해 오카베촌이 성립하였다.
- 1878년 7월 22일 - 군구정촌편직법에 의해 오카베촌은 히가시야마나시군에 소속되었다.
- 1889년 7월 1일 - 정촌제 시행에 의해 오카베촌이 단독으로 지자체를 형성하였다.
- 1956년 9월 30일 - 히가시야쓰시로군 이사와정, 하나부사촌과 합병해, 새로운 이사와정이 성립하여, 동일 오카베촌은 폐지되었다.

## 교통

### 철도
- 일본국유철도
  - 주오본선

### 도로
- 국도 제140호선

## 참고문헌
- 角川日本地名大辞典 19 山梨県